# Time Is Running Out (canção de Muse)
"Time Is Running Out" é uma canção da banda inglesa de rock alternativo Muse pertencente ao álbum Absolution. A música foi lançada como single em 8 de setembro de 2003 no Reino Unido e em vários outros países. Este single foi o primeiro grande sucesso da banda nos Estados Unidos alcançando a posição n° 9 no US Modern Rock chart. E também foi o primeiro single da banda a perdurar no Top 10 da Inglaterra, depois que "Plug In Baby" chegou a 11ª posição.

## Videoclipe
O video clipe mostra um grupo de oficiais do exército sentados ao redor de uma mesa se mexendo simultaneamente ao som da música, enquanto o Muse toca em cima da mesa, com os oficiais aparentemente alheios a presença do Muse. Eventualmente, começam a dançar em cima da mesa aparentemente perdendo o juízo e por fim rastejam. O video é baseado no filme Dr. Strangelove or: How I Learned to Stop Worrying and Love the Bomb.

## Faixas
Todas as músicas compostas por Muse.
| CD Single - França, Japão, Reino Unido/7" vinil(UK) |                              |         |  |
| N.º                                                 | Título                       | Duração |  |
| 1.                                                  | "Time Is Running Out"        | 3:56    |  |
| 2.                                                  | "The Groove"                 | 2:38    |  |
| 3.                                                  | "Stockholm Syndrome" (Video) | 4:59    |  |

| UK DVD |                                   |         |  |
| N.º    | Título                            | Duração |  |
| 1.     | "Time Is Running Out"             | 3:56    |  |
| 2.     | "Time Is Running Out" (Video)     | 3:58    |  |
| 3.     | "Time Is Running Out" (Making of) | 2:00    |  |

| CD Australiano |                                   |         |  |
| N.º            | Título                            | Duração |  |
| 1.             | "Time Is Running Out"             | 3:56    |  |
| 2.             | "The Groove"                      | 2:38    |  |
| 3.             | "Time Is Running Out" (Video)     | 3:58    |  |
| 4.             | "Time Is Running Out" (Making of) | 2:00    |  |

## Tabelas

### Paradas musicais
| Paradas (2003/2004)                            | Melhor posição |
| ---------------------------------------------- | -------------- |
| França (SNEP)                                  | 58             |
| Itália (FIMI)                                  | 14             |
| Países Baixos (Dutch Top 40)                   | 38             |
| Suíça (Schweizer Hitparade)                    | 38             |
| Reino Unido (The Official Charts Company)      | 8              |
| Estados Unidos (Billboard Alternative Airplay) | 9              |

### Certificações
| País           | Certificador | Certificação |
| -------------- | ------------ | ------------ |
| Estados Unidos | RIAA         | Ouro         |
| Itália         | FIMI         | Ouro         |
| Reino Unido    | BPI          | Ouro         |

## Lançamentos
| País        | Data                  | Gravadora          | Formato    |
| ----------- | --------------------- | ------------------ | ---------- |
| Reino Unido | 8 de setembro de 2003 | East West Records  | 7" vinil   |
| Reino Unido | 8 de setembro de 2003 | East West Records  | CD         |
| Reino Unido | 8 de setembro de 2003 | East West Records  | DVD single |
| Austrália   |                       | Taste Media        | CD         |
| França      |                       | Taste Media, Naive | CD         |
| Japão       |                       | Taste Media        | CD         |

## Ligações Externas
- Website oficial do Muse
- Letra de "Time is Running Out"